# Travers (Familie)

Wappen der Travers von Ortenstein

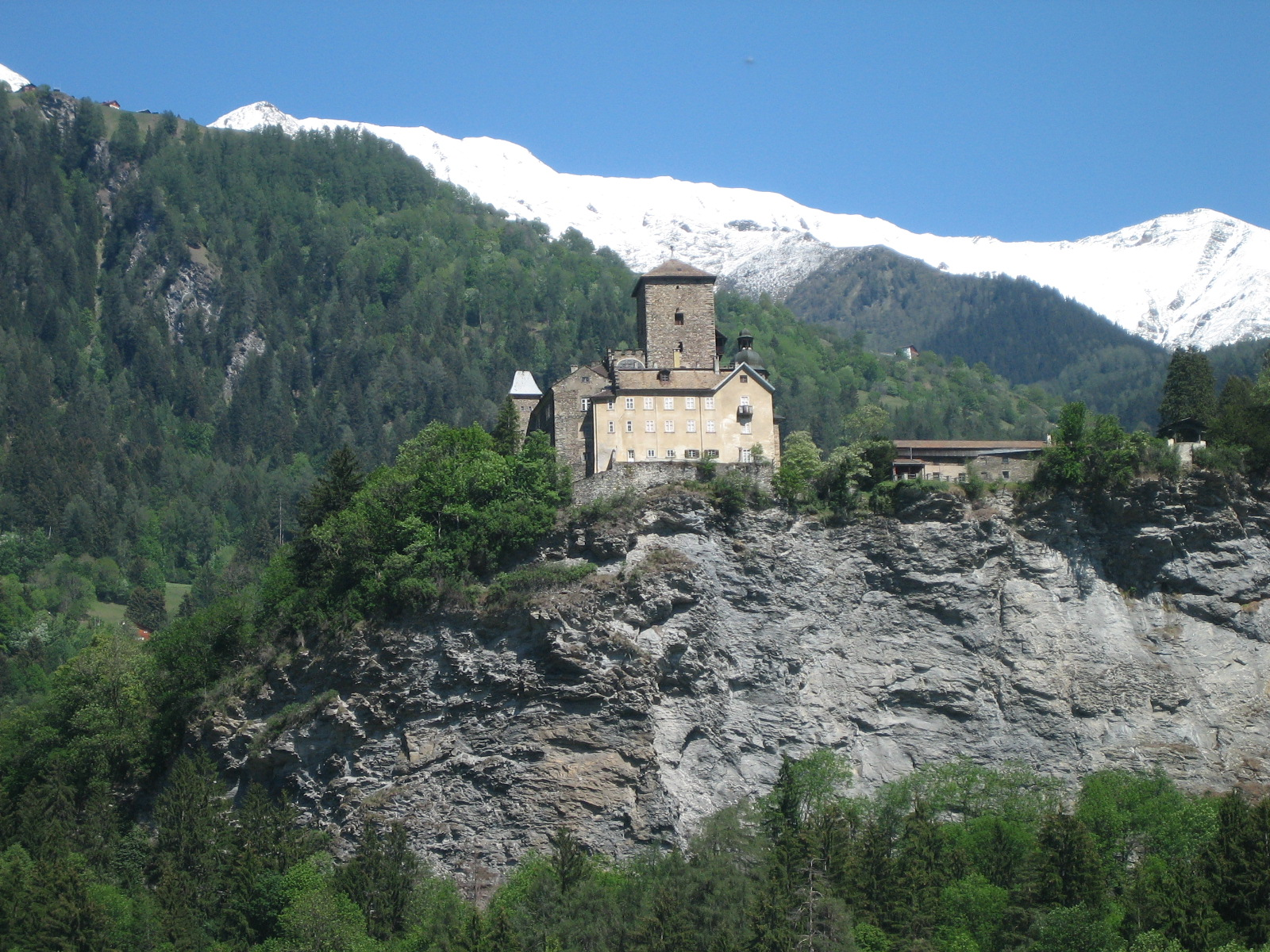
Schloss Ortenstein

Die Bündner Adelsfamilie Travers stammt aus Zuoz, Kanton Graubünden, wo ihr Stammhaus war. Sie ist urkundlich erstmals 1431 erwähnt. Am 4. April 1528 kaufte Jacob von Travers für 10.000 Florint das Schloss Ortenstein bei Tumegl/Tomils. Die Travers nannten sich nach diesem Kauf Travers von Ortenstein. 1530 verkaufte der Bischof das Schloss Rietberg an Anton von Travers aus Zuoz. Das Schloss Paspels wurde um das Jahr 1695 von Johann Viktor Travers von Ortenstein erbaut. Im Jahr 1697 kaufte Johann Viktor von Travers das Schloss Amberg bei Feldkirch für 8.000 Florint für seinen Sohn. Das Schloss Amberg wurde von einem Grafen Travers von Horn (wegen eines Besitzes bei Rorschach) um 1793 verkauft.

## Herkunft
Gemäss Bucelin stammen die Travers aus Ravenna. Als Stammvater wird der Präfekt Theodorus Traversarius benennt. Bernardus Traversarius wird als Nachkomme und Einwanderer ins Engadin erwähnt.

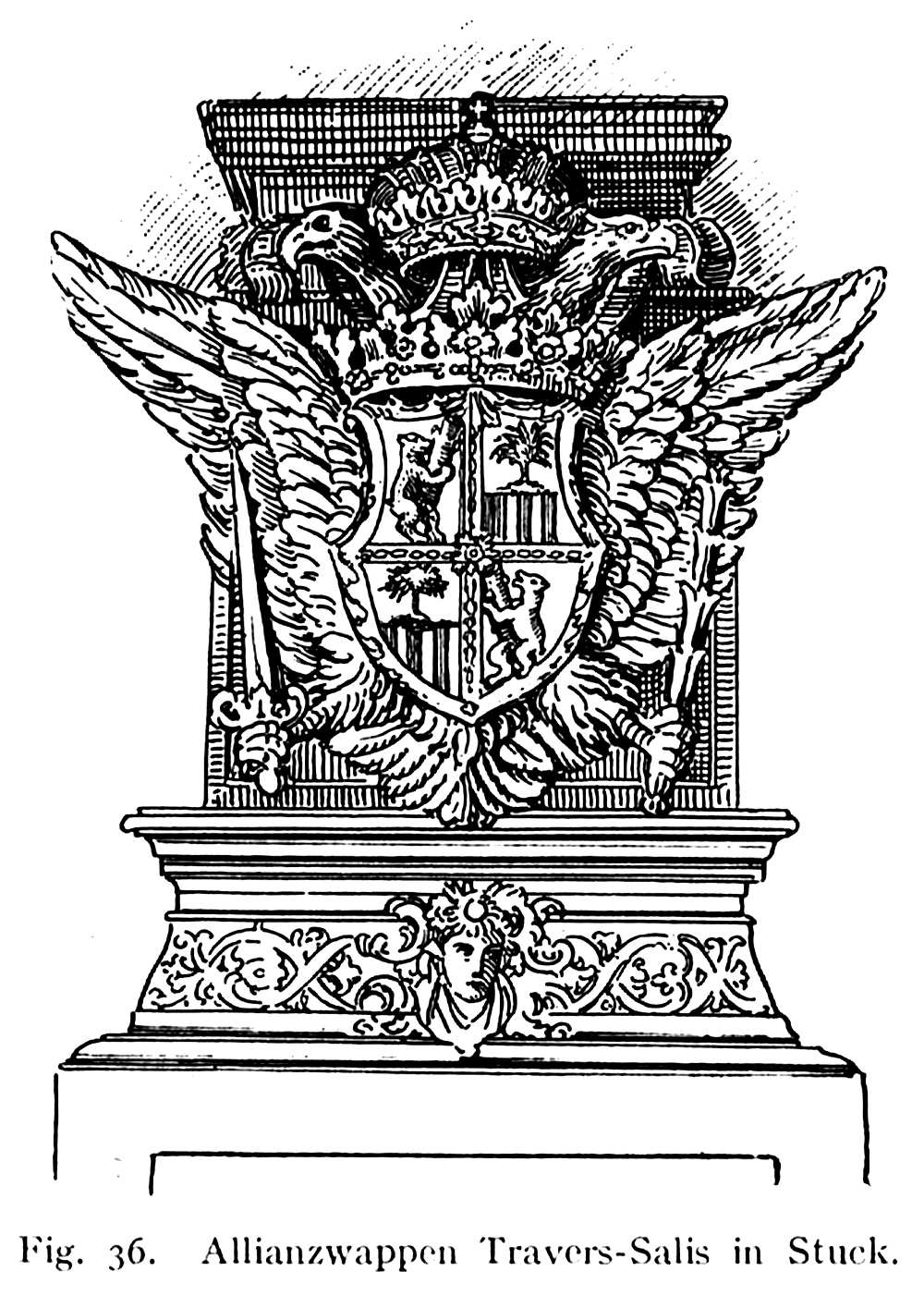

## Wappen
Das Wappen der Travers umfasst einen schwarzen Bären auf silbernem Grund. Die Travers von Ortenstein hatten dasselbe Wappen, wobei der Bär einen Baumstamm hält.
Wahlspruch der Travers war „Nec temere, nec timide, sed fortiter et prudenter.“ (Nicht tollkühn, noch ängstlich, sondern tapfer und weise).

## Vertreter

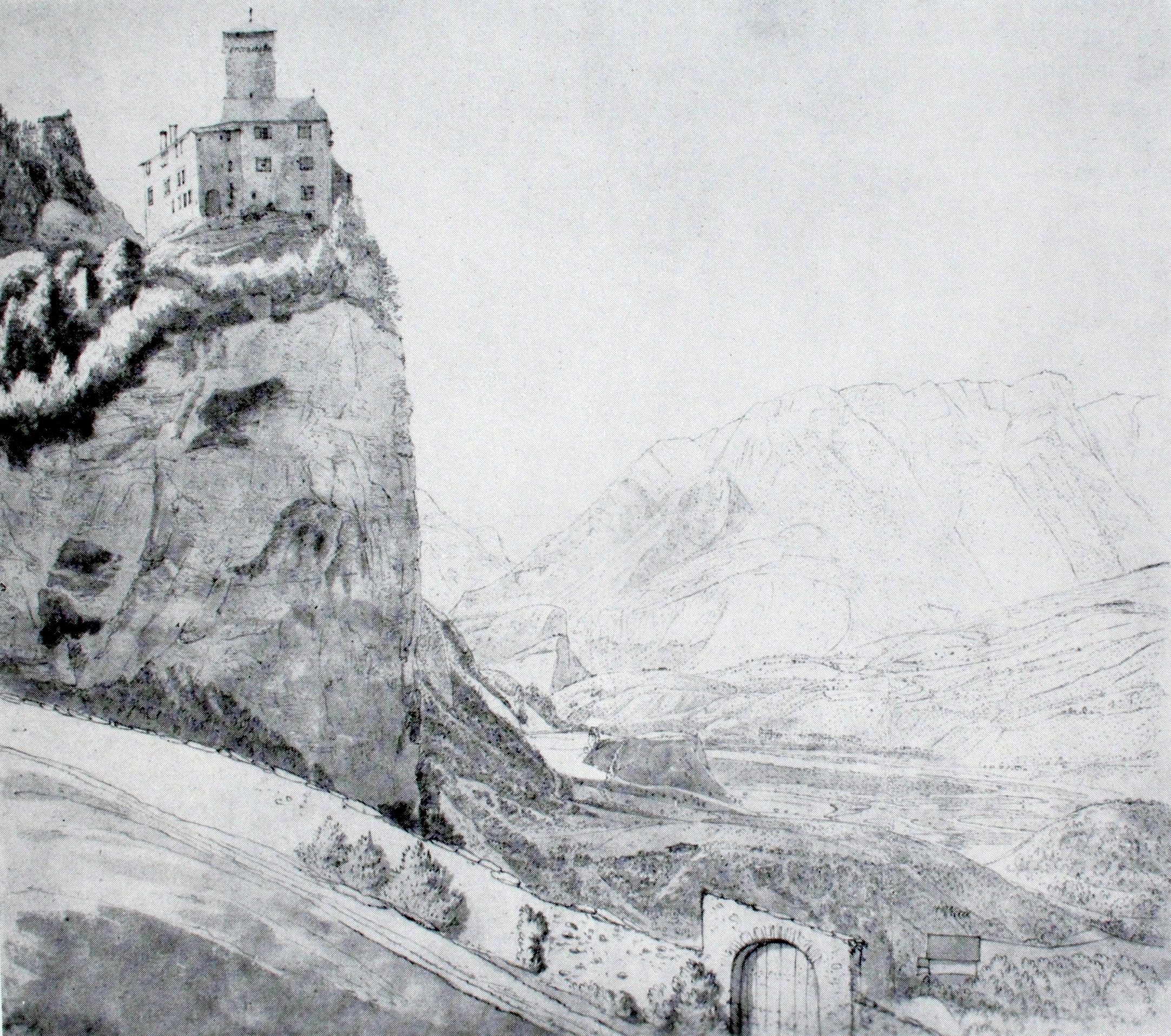
Schloss Ortenstein in einer Zeichnung von Jan Hackaert, 1655

- Bernard Travers, Einwanderer ins Engadin aus Venedig
  - Johann Bartholomäus Travers, ⚭ Euphemia von Prevost (Provost).
    - Nikolaus (Christoph?) Travers
    - Johann Anton (Hieronymus?) Travers, ⚭ Margarita (Margarete) von Marmels.
      - Guido Travers. Wanderte nach Vicenza aus.
      - Johann Travers ⚭ Catharina von Planta 1408. Hatte drei Söhne (Jakob, Simeon, Peter) und zwei Töchter (Catharina und Anna).
        - Catharina ⚭ Johann von Mohr
        - Anna ⚭ Gaudenz Carl von Hohenbalken
        - Simon Travers ⚭ Baronin Ursula von Ehrenfels. Er hatte zwei Söhne (Peter Simeon und Georg).
          - Georg Travers ⚭ I. Maria von Salis. 1541/1542 Vikar im Veltlin. 1550 Podesta von Morbegno. Hauptmann auf der Fürstenburg. ⚭ II. Germana Jinval und ⚭ III. Maria Barbara Bellin (Beeli) von Belfort. Von diesen beiden hatte er drei Kinder (Johann, Anna Maria und Jacob), die keine Nachkommen hatten.
            - (I) Johann Georg Travers ⚭ Maria von Salis (Tochter von Augustin)
              - Margarethe (Margarita) Travers ⚭Johann Guizani (Guiccardo)

          - Peter Simeon (Schimun) von Travers, erhielt 1519 den Adelsbrief zusammen mit seinem Cousin Johann. War Hauptmann zu Cleven 1525.

        - Peter Travers ⚭ Maria von Montalta. Hatte 3 Söhne (Martin, Anton und Jacob).
          - Jacob Travers, 1544 Hauptmann in französischen Diensten, keine Nachkommen.
          - Martin Travers († 1531) ledig, starb bei der Erstürmung der Stadt Morbegno im Veltlin.
          - Anton Travers (1477–1547) ⚭ Agatha Planta von Wildenberg 1521. Besitzer von Schloss Rietberg, wo er auch starb. 1501 Hauptmann im Dienst Ludwig XII, König von Frankreich. 1543 im Dienst von Franz I. Er hatte 3 Söhne (Peter, Wilhelm und Michael Anton) in zweiter Ehe mit Anastasia von Capol, Tochter des Risch von Capol. Michael Anton hatte einen Sohn namens Anton, der von 1573 bis 1645 lebte und ohne Nachkommen starb. Wilhelm war 1567 Hauptmann im Regiment von Pfeiffer in Frankreich und starb ledig. Peter war 1573/1574 Kommissar in Cläven und heiratete eine N. von Capol, mit der er drei Söhne hatte, die jung starben. Dieser Zweig der Familie starb aus.

        - Jakob Travers (1417–1482) ⚭  Baronin Anna von Hewen. 1470 Oberleutnant zu Pferde im Dienst von Kaiser Friedrich. Der "Friedsame" genannt.
          - Johann von Travers (1483–1563) ⚭ Anna Planta von Wildenberg , Tochter des Thomas Planta. Zuoz, Sohn des Jakob. Katholisch, ab 1552 reformiert. Studierte in u. a. Leipzig und Siebenbürgen. Landessekretär. Kanzler und Hofmeister beim Bischof Ziegler in Chur. Teilnehmer in der Schlacht bei Marignano 1515. Landeshauptmann im Veltlin 1517/1518 und 1523/1524. Erhielt 1519 zusammen mit seinem Cousin Peter Simeon von Kaiser Maximilian I. den Adelsbrief. Er war dreizehn mal Landammann und Richter des Oberengadins. Reformator im Engadin 1552. Mehrmals Gesandter zu Maximilian I., Karl V. und Ferdinand und zur Republik Venedig. Der "Alte" genannt. Er hatte drei Söhne (Jakob, Thomas und Johann) und drei Töchter (Ursula, Anna, Barbara). Ursula heiratete Friederich von Salis, Anna heiratete Thomas Rascher (Vater vom Bischof Thomas Rascher von Chur) und Barbara heiratete Peter Schuccan. Thomas starb jung.
            - Jacob von Travers (1505–1555), Besitzer von Schloss Ortenstein. ⚭ Anna von Büchlen (Tochter von Victor von Büchlen, Herr zu Ortenstein) 1527. 1524 im Dienst von Franz I. 1529/1530 und 1547/48 Landeshauptmann im Veltlin. 1536 Landammann von Ortenstein. Starb 1555 durch eine Schneelawine. Seine Kinder waren Apollonia, Ehefrau von Johann Jacob von Capol und Anna, Peter à Georgis Ehefrau sowie der Sohn Johann Peter, 1530 geboren. Am 4. April 1571 wurde folgende Urkunde erstellt: "Verkauf der Hälfte von Schloß und Besitzungen von Ortenstein durch Anna Travers, geb. Büchler, und ihre Töchter an Sohn und Bruder Johann Travers von Ortenstein".
              - Apollonia von Travers, Tochter des Jakob. ⚭ 1. Janett Martin (Janet Matly) im Schams ⚭ 2. 1572 mit Johann Jacob von Capol aus Brigels
              - Johann Peter von Travers, Bruder von Apollonia. Lebte zeitweise auch im Münstertal. Auch sein Sohn Georg wurde später Hauptmann auf Fürstenburg. 1521 wurde Peter als Erster seiner Fam. Landammann des Oberengadins, musste aber zur Erlangung der Wahlfähigkeit erst ein kaiserl. Adelsdiplom einholen. ⚭ Barbara von Salis.

            - Johann Travers (Um 1507-1579). Sohn des Johann Travers von Zuoz. Vikar im Veltlin 1565.
              - Johann Travers (1530-1608) ⚭ Catharina von Salis, Tochter des August. Enkel des Humanisten Johann Travers. Der "Junge" genannt. Hatte intensiven Briefwechsel mit Bullinger. Auf Anraten seines Grossvaters studierte er im Jahr 1556/1557 in Wittenberg bei Melanchthon. Landammann des Oberengadins. Vikar im Veltlin 1565/1566 und Landeshauptmann 1577/1578. Er hatte vier Söhne (Jacob, Augustin, Johann und Johann Anton) und drei Töchter (Maria Margaretha, Anna, Ursula). Maria Margaretha war mit Rudolph Planta von Wildenberg verheiratet, Anna mit Karl von Besta und Ursula mit Thaddäus von Robustelli.
                - Jacob Travers. Starb als Hauptmann ledig in Frankreich.
                - Augustin Travers (Um 1560–1638) ⚭ Maria von Planta. Zuoz. Sohn des Johann. Enkel des Johann. Vikar im Veltlin 1595/1596. Landammann des Oberengadins 1601–1602. Haupt der spanischen Partei zusammen mit seinem Schwager Rudolf von Planta 1617. 1603 nach Venedig abgesandt, wo er Ritter des St. Markus Orden wurde. 1607 und 1619 Hauptmann. Er hatte zwei Nachkommen (Catharina, welche mit Johann Derin und nach seinem Tod mit Johann Lucius Guggelberg (Gonguelberg) von Moos verheiratet war; Johann, welcher 1619 in Chur starb, und welcher mit N. von Rascher eine Tochter zeugte).
                - Johann Travers von Ortenstein ⚭ Baronin Lucrezia von Schauenstein-Ehrenfels 1571, Tochter von Oberst Rudolph von Schauenstein und Barbara von Marmels. Sohn von Jacob. Führte eine Kompanie im Dienste von Karl IX., König von Frankreich, bis er 1570 den Dienst quittierte. Er hatte drei Söhne (Johann Viktor, Jakob und Johann Rudolf).
                  - Johann Viktor Travers von Ortenstein. (1582–1649) Reformiert, ab 1607 katholisch. ⚭ Barbara von Planta-Wildenberg. Nichte des Rudolph und Pompejus von Planta.
                  - Jacob Travers von Ortenstein (?-1627). Leutnant in Frankreich. Starb ledig 1627 dort.
                  - Johann Rudolf Travers von Ortenstein (1585/1594–1642), Tomils. Reformiert, später vermutlich katholisch. Sohn des Johann. Mitbesitzer von Schloss Rietberg durch seine Heirat mit Catarina von Planta 1627, Tochter des Pompejus von Planta. Söldner in Frankreich 1614–1632. An der Verschwörung gegen den Duc de Rohan 1637 mitbeteiligt. War beim Mord an Jörg Jenatsch 1639 als sein Tischgenosse anwesend. Oberstleutenant des Regimentes von Schauenstein und später im Dienst für Philipp IV., König von Spanien. Er hatte einen Sohn namens Johann Viktor, welcher 1628 geboren wurde. 1627 wurde er vom Marquis de Coeuvres aus dem Dienst entlassen. Im Jahr 1631 ist der Verkauf des dritten Teiles am halben Schloß Rietberg durch Oberstlt. Rudolf Travers und seine Ehefrau Catharina Planta an Hptm. Rudolf Planta auf Rietberg beurkundet.
                    - Johann Viktor I Travers von Ortenstein (1628–1690). Rhäzüns. Sohn des Johann Rudolf. ⚭ 1639 Verena von Florin aus Rueun (Tochter des Christian von Florin und der Dorothea von Montalta). Er hatte eine Kompanie in Spanischen Diensten. Kommissar von Chiavenna/Cleven 1649–1651. Vikar im Veltlin 1669–1671. Wurde 1683 von Kaiser Leopold I in den Freiherrenstand erhoben. Er nannte sich Freiherr von Rhäzüns und Herr zu Rametz. Er hatte acht Kinder (Johann Viktor II, Rudolph, Christian, Jacob, Johann Simeon, Anna Dorothea, Catharina und Lukretia). Anna Dorothea heiratete Johann Heinrich Planta von Wildenberg. Sie starb 1723. Catharina wurde Klosterfrau im Münstertal und starb 1709. Lukretia war die Ehefrau von Graf Simon von Paravicini aus dem Veltlin. Sie starb 1719.
                      - Johann Viktor II Travers von Ortenstein (1646–1725). Paspels. Katholisch. Sohn des Johann Viktor. ⚭ 1670 Elisabeth von Salis-Sulzberg. Hauptmann um 1694. Freiherr von Rhäzüns. Kaufte für seinen Sohn Johann 1697 das Schloss Amberg in der Nähe von Feldkirch.
                        - Johann Travers von Ortenstein († 1703) Amberg.
                          - Veronika Travers von Ortenstein. Ihr wurde das Schloss Amberg auf Wunsch des Vaters im Jahr 1703 nach dem Tod des Bruders von Leopold I. übertragen.
                          - Johann Viktor III Travers von Ortenstein, (1682–1744), Paspels. Katholisch. Sohn des Johann Viktor. ⚭ Marie Marguerite l’Allemand de Châteaufort aus Landrecies (Artois). Söldner in französischen Diensten 1699. Hauptmann der Schweizergarde 1726.
                            - Johann Viktor IV Travers von Ortenstein, (1721–1776). Paris. Katholisch. ⚭ Maria Therese Reding von Biberegg aus Frauenfeld. 1747 Brigadegeneral, 1759 Marschall und 1762 Generalleutnant in Frankreich. 1775 von König Ludwig XVI und je des ältesten männlichen Nachkommen zum Graf erhoben. Er wurde in Frankreich wie auch Graubünden erzogen. Einer seiner Erzieher war der Baron von Roll in Solothurn. 1769 kehrte er aus Frankreich nach Horn zurück und wohnte in einem Schloss. Er nannte sich deswegen auch Graf Travers von Horn.
                              - Johann Viktor V Travers von Ortenstein (1788–1832). Grossneffe von Johann Nepomuk von Wolf, Regensburger Bischof. Studierte mit Johann Michael Sailer in Würzburg, dem späteren Nachfolger von Wolf. Sein Sohn hiess Johann Nepomuk.

                      - Rudolph Travers von Ortenstein (1648–1705). Bruder von Johann Viktor II. 1665 Hauptmann in spanischen Diensten. Domherr des Stifts von Chur.
                      - Christian Travers von Ortenstein (1651–1683). Bruder von Johann Viktor II. Hauptmann in kaiserlichen Diensten. Starb 1683 bei der Belagerung von Wien.
                      - Johann Simon Travers von Ortenstein (1657–1715). Bruder von Johann Viktor II. Als Hauptmann 1683, und 1693 als Oberstleutenant, wird ihm von Ludwig XIV eine neue Kompanie übergeben. Ritter des königlichen Ordens St. Ludwig. 1704 Hauptmann der Garde. Musikliebhaber, der zeitgenössische Werke von 1671 hinterliess. Epitaph in der katholischen Kirche von Tomils.
                      - Jacob Travers von Ortenstein (1654–1710). Freiherr von Rhäzüns. Bruder von Johann Viktor II. Verheiratet mit Agnes Scarpatet von Unterwegen. 1693/1694 Vikar im Veltlin. Er hatte acht Kinder (Johann Georg, Johann Rudolph, Veronica Ursula, Ursula Catharina, Maria Dorothea, Maria Lucretia, Maria Agnes, Karl Gaudenz). Johann Rudolph wurde 1696 geboren und war Domherr zu Chur. Veronica Ursula war Ehefrau von Peter Anton Castel von San Nazaro, Ursula Catharina von Anton Maria Giana, Maria Lucretia von Caspar Scarpatet von Unterwegen und Maria Agnes von Graf Drosper von Paravicini. Maria Dorothea wurde Klosterfrau zu Rorschach. Karl Gaudenz, welcher 1699 geboren wurde, heiratete 1726 Maria Catharina von Cabalzar, Tochter von Johann von Cabalzar und Anna Catharina von Florin. Er führte 1734 eine Kompanie in den Diensten des Königs von Spanien. Er starb 1737 in Madrid. Er hinterliess eine Tochter namens Maria Agnes, die 1726 geboren worden war. Er wurde 1675 in Rom zum Pfalzgrafen des Lateran und zum Ritter vom Goldenen Sporn erhoben.
                        - Johann Georg Travers von Ortenstein (1692-?). Freiherr von Rhäzüns. Ältester Sohn von Jacob und Agnes Scarpatet. Heiratete 1715 Aemilia Hortensia von Salis, Tochter des Grafen Simon von Salis und der Maria Elisabetha von Mont. 1716 Kommissar zu Cleven. 1734 führte er eine Kompanie des Königs von Sardinien im Regiment von Tonatz. Seine Kinder waren Johann Rudolph, 1721 geboren und Leutnant in französischen Diensten, und Maria Elisabetha, im Kloster Baldona, sowie Maria Agnes, Aemilia (Emilia) Regina und Johann Victor Stanislaus, welcher 1733 geboren ist.

                - Johann Andreas Travers. Er wurde 1600 als Deputierter ins Wallis gesendet. 1601/1602 war er Kommissar zu Cleven. Haupt der französischen Partei um 1617. Befehligte 1619 als Oberst 1000 Bündner Soldaten in den damaligen Kriegen. Er war mit einer N. von Salis verheiratet. Er zeugte drei Töchter (Margarethe, Ehefrau von Georg Wietzel; Maria, Ehefrau von Wolfgang von Juvalta; Perpetua, Ehefrau des Constantin von Planta) und einen Sohn namens Victor, der mit Maria von Rascher und nach deren Tod mit N. von Wietzel verheiratet war, welche ihm einen Sohn namens Johannes schenkte, der ohne Nachkommen starb.
                - Johann Anton Travers ⚭ Catharina Dusch. 1625 Hauptmann der rhätischen Republik. Er hatte drei Töchter (Barbara, Catharina, Cecilia). Barbara war mit Hauptmann Jacob von Perin, Catharina mit Wolfgang Wietzel und Cecilia mit Wilhelm Schmid von Grüneck verheiratet. 1639 ist eine Bestätigung des zwischen Johann Anton Travers und Anton Planta abgeschlossenen Erbvertrages durch Erzherzogin Claudia von Oesterreich in Innsbruck beurkundet.

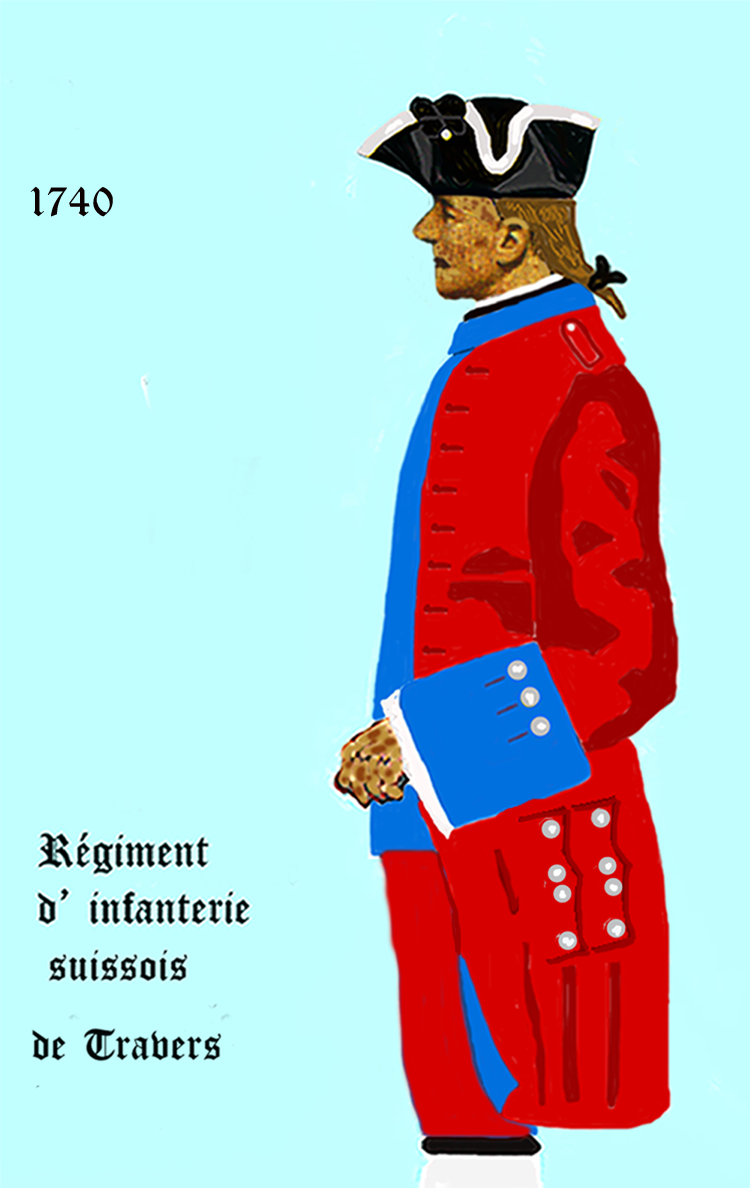
Waffenrock Regiment Travers 1740

## Grabmal
An der südlichen Schiffswand in der Pfarrkirche Maria Krönung in Tomils befindet sich das Grabmal des Johann Simon Travers v. Ortenstein (1657-1715).